# Arabisches Halbblut
Das Arabische Halbblut, auch Partbred-Araber oder Arabisches Partbred, ist ein Pferd, welches mindestens einen Anteil von 25 % – angestrebt sind mindestens 50 % – arabischen Blutes aufweist. Die anderen Rassen sind nicht vorgeschrieben, solange die Tiere in einem Zuchtbuch einer im Geburtsland anerkannten Züchtervereinigung eingetragen sind. Ausgeschlossen sind jedoch Kaltblutrassen. Ziel der Züchtung ist ein Pferd, das die typischen Rassemerkmale des Vollblutarabers aufweist, jedoch in einem größeren Rahmen steht und mit großer Härte und Ausdauer sowie einem angenehmen Temperament ausgestattet ist. Das Zuchtbuch wird in Deutschland vom Verband der Züchter und Freunde des Arabischen Pferdes VZAP geführt.
Hintergrundinformationen zur Pferdebewertung und -zucht finden sich unter: Exterieur, Interieur und Pferdezucht.

## Exterieur/Interieur
Das Arabische Halbblut ist im Wesentlichen eine Gebrauchszucht mit unspezifischer Ausgangsanpaarung. In der Zuchtbuchordnung ist die Rassefixierung freigelassen. Es ist daher nahezu unmöglich, eine einheitliche Schablone für eine Rassebeschreibung zu erstellen.